# Système-monde
Le système-monde est une théorie marxiste des relations internationales qui s'inscrit dans le post-marxisme économique.

## Concept
Le concept est inspiré de celui d'économie-monde de Fernand Braudel. Développé par Immanuel Wallerstein, Giovanni Arrighi et Samir Amin, la théorie du système-monde se fonde sur des conclusions de l'école de la dépendance pour décrire le système sur lequel se fonde l'impérialisme.
Selon ce concept, le sous-développement des pays du Sud serait dû à leur place dans la structure de l'ordre économique international. Tous les pays étant globalisés, et appartenant à une semi-périphérie ou à une périphérie, ils feraient partie d'un système-monde. Les grandes puissances de l'OCDE (les États-Unis en première place) constituant le centre de l'économie-monde, et les pays en développement se situant dans la périphérie.

Le système-monde du XIIIe siècle. Carte fondée sur le travail de Janet Abu-Lughod.

Ce concept est aussi théorisé dans la discipline géographique par Olivier Dollfus, pour étudier la mondialisation,.
Janet Abu-Lughod est connue par sa contribution à l'étude du système-monde au XIIIe – XIVe siècle dans Before  European  Hegemony:  The World System A.D. 1250-1350 (1991) ; son étude remet en question l'eurocentrisme des analyses précédentes de l'histoire mondiale,.